# Sabatino Moscati
Sabatino Moscati (24. listopadu 1922 Řím – 8. září 1997 Řím) byl italský archeolog a lingvista, známý svými pracemi o Féničanech a Punech.

## Kariéra
Vystudoval Papežský biblický institut v Římě. V roce 1954 se stal profesorem semitské filologie na univerzitě v Římě, kde založil institut předovýchodních studií.
Sabatino vedl množství archeologických výzkumů, díky kterým se mezinárodně proslavil. Vyhrál Lamarmorovu cenu za studie o Sardinii, Selinonovu cenu za práce o Sicílii, cenu Sybaris Magna Grecia za výzkum starověké Itálie a ocenění I cavalli d'oro di San Marco za práce o Orientu.